# Marie Thérèse Sophie Richard de Ruffey
Marie Thérèse Sophie Richard de Ruffey, marquise de Monnier (9 janvier 1754 – 8 septembre 1789), dite Sophie de Monnier, fut la maîtresse de Mirabeau avec qui elle échangea une importante correspondance.

## Biographie
Née le 9 janvier 1754, Marie Thérèse Sophie Richard de Ruffey est la fille de Gilles Germain Richard de Ruffey, président de la chambre des comptes de Bourgogne, et d'Anne Claude de La Forest. Si l'on a, selon ses propres dires, un moment envisagé pour elle un mariage avec Buffon, ami de son père, Sophie est mariée le 1er juillet 1771,  à 17 ans, au marquis de Monnier, premier Président de la Chambre des comptes de Dole et de 49 ans son aîné. 
À l'occasion de ce mariage et non sans une clairvoyante ironie, Voltaire envoya ses félicitations à M. de Ruffey, le père de Sophie : « Je ne savais pas, mon cher président, que M. Le Monnier (sic) fût un jeune homme à marier. Je lui en fais mon compliment, et je le trouve très heureux d'épouser mademoiselle votre fille ».

### Sophie et Gabriel
En 1775, Sophie, marquise de Monnier, fait la connaissance de Gabriel, comte de Mirabeau, alors enfermé au fort de Joux, près de Pontarlier, tout en jouissant d'une certaine liberté de mouvement. Devenue sa maîtresse, celle que Thomas Carlyle qualifiera de « lovely, sad-heroic young wife » le rejoint en Suisse où il s'était rendu clandestinement, et s'enfuit avec lui en Hollande.
Mirabeau a consigné une chronologie des événements dans des Souvenirs tracés de sa main, depuis Pontarlier jusqu'à son arrivée à Amsterdam avec Sophie, du 25 mai 1775 au 7 octobre 1776, où il écrit notamment :« J'arrive le 25 mai à Pontarlier. Mois de juin. Sophie vient au château de Montpelat. Mois de juillet. Fêtes pour le sacre. Je ne parais plus chez le marquis de Monnier. 25 octobre. À son retour de ses terres, j'y vais. Voyage en Suisse en Novembre. 13 décembre. Je fus heureux. Le 14 janvier 1776. Je me cache chez Sophie pour ne pas remonter au château. (...) Jeudi 14 mars. Je passe la nuit à la Perspective avec Sophie. (...) Première évasion, tentée avec Le Gay le mardi 14 mai, empêchée par Montherot. Seconde, dans la nuit du vendredi 24 au samedi 25, avec le chevalier de Mâcon. (...) Je pars dans la nuit de mardi 13 août au mercredi 14, pour Verrières. (...) J'arrive le vendredi 23. Samedi 24, Sophie arrive aux Verrières à onze heures et demie du soir. Vendredi 15 [septembre]. Départ des Verrières à dix heures du soir. Le jeudi 26. Arrivé à Roterdam. Lundi 7 octobre 1776. Arrivé à Amsterdam ».
Sophie et Gabriel séjourneront sept mois à Amsterdam, d'octobre 1776 à mai 1777. Arrêtés ensemble, ils seront reconduits en France sous escorte policière en mai 1777. Sophie, enceinte, est placée en maison de santé chez Mlle Douay, à Paris. Après son accouchement, elle est séparée de son enfant et enfermée au couvent des sœurs de Sainte-Claire, à Gien, tandis que Mirabeau, condamné à mort par contumace, est enfermé par lettre de cachet au donjon de Vincennes.
C'est à cette époque qu'une correspondance s'échange entre eux, dont les lettres seront publiées, en partie, en 1792 par Pierre Louis Manuel, admirateur du comte de Mirabeau, sous le titre de Lettres à Sophie. Il lui décrit aussi tous ses projets littéraires, l'associe, en toute confiance, même pour des ouvrages licencieux comme l‘Erotika Biblion — publié en 1783 à Neuchâtel, il sera condamné en 1786.
Leur fille, prénommée Gabrielle Sophie, périt à l'âge de deux ans.
Après 42 mois d'emprisonnement, Mirabeau s'installe à Paris (janvier 1781). En mai 1781, il rend une visite secrète à Sophie au couvent de Gien. Mais il la quittera rapidement, s'attachant à trouver un arrangement définitif avec sa famille et le marquis de Monnier, avec l'accord de Sophie, et se tourne vers la politique. Pierre Gaxotte écrit : « À peine sorti de prison, le voici à nouveau emporté par le tumulte de sa vie ».
Dans Une étude sur Mirabeau, Victor Hugo résume ainsi : « La première partie de la vie de Mirabeau est remplie par Sophie, la seconde par la révolution. Un orage domestique, puis un orage politique, voilà Mirabeau ».

### Sophie, héroïne romantique de l'amour
Au couvent de Gien, pendant cinq ans, Sophie mena une vie retirée, recevant de rares visites. À la mort du marquis de Monnier (4 mars 1783), redevenue libre, elle s'installa dans un nouveau logis attenant au couvent et « souvent se rendait dans les châteaux environnants, où partout son esprit et son amabilité lui assuraient un accueil empressé ». Elle fit ainsi la connaissance et se lia avec Edme Benoît de Poterat, ancien capitaine de cavalerie, lieutenant des Maréchaux de France qu'elle devait épouser lorsqu'il mourut des suites d'une maladie de poitrine. Sophie, restée seule, se donna la mort par asphyxie, le 8 septembre 1789, à l'âge de 35 ans. « Son âme ardente, qui avait toutes les forces de la passion, écrit Lamartine, n'avait pas celle de la résignation ». Selon certaines sources, « c'est à l'Assemblée nationale que Mirabeau fut informé de la funeste nouvelle. Il sortit avec un air tout en désordre et fut deux ou trois jours sans reparaître ».
Jeune prisonnier au fort de Joux, Mirabeau traça le portrait de celle qui lui inspira la passion la plus violente : « Elle est douce, et n'est ni pusillanime ni nonchalante, comme sont tous les naturels doux; elle est sensible, et n'est point facile; elle est bienfaisante, et sa bienfaisance n'exclut ni le discernement, ni la fermeté ». Il avait par ailleurs déclaré aux frères mêmes de Sophie : « Vos parents ne connaissent pas madame de Monnier, ils l'ont toujours vue douce et modérée, et ils ne savent apparemment point que les passions d'une femme douce, peut-être plus lentes à émouvoir, sont infiniment plus ardentes que toutes les autres, et vraiment invincibles quand elles sont bien enflammées ». 
Dans une lettre datée de juillet 1777 à Mme de Ruffey, sa mère, Sophie résumait ainsi la décision qu'elle avait prise de quitter le marquis de Monnier et de suivre Mirabeau dans sa fuite en Hollande : « L'avenir ne m'offrait que trois perspectives: la mort, l'esclavage accompagné du désespoir, et le bonheur. J'ai choisi celui-ci; qui aurait pu hésiter ?... ». Alors qu'on essayait de la persuader de retourner auprès du marquis, Sophie s'écriait : « L’intérêt jamais ne me guidera; on peut tout m'ôter, hors ma façon de penser et mes sentiments; jamais je ne rentrerai chez lui, je le déclare: je préférerais l'échafaud ! ». Elle a été ainsi fidèle jusqu'au bout à la haute idée qu'elle se faisait de sa conscience libre : « Nulle personne au monde, écrit-elle. n'a le pouvoir de dominer ma conscience et je crois devoir refuser obstinément tout ce qui la blesse ». 
Sophie restait bien celle que Mirabeau aima et admira : « Telle que tu as juré d'être toujours, chérissant ton amour, et tes tourments et tes peines, et le danger d'aimer; repoussant, abhorrant la froide indifférence ».
Henry de Jouvenel pourra dire : « Sa vocation, à elle, était d'aimer ». Sophie n'écrivait-elle pas à son amant, le 1er août 1776, avant de le rejoindre à Verrières : « Oui, oui, Gabriel, je le dis comme toi: vivons ensemble ou mourons; je n'y tiendrais pas trois mois ! »? Et, ainsi que le rappelle José Ortega y Gasset dans son essai sur Mirabeau et le Politique, « elle utilise l'une des premières devises romantiques quand elle s'écrie : Je te le répète, Gabriel ou la mort ! ».

## Portraits de Sophie
Selon Paul Cottin, « Sophie était grande, forte, brune. Elle avait des yeux noirs, le nez retroussé, des lèvres épaisses, le menton court, une articulation assez peu distincte. Sa taille n'était pas sans défaut, mais elle avait des bras et une poitrine dont Mirabeau vantait la forme et la blancheur et une grande fraîcheur de teint (...). Mme de Monnier a surtout dû le charme qu'elle exerçait à son enjouement, à la vivacité de son esprit, à ses qualités intellectuelles, et aussi, à la bonté de son cœur ». Se référant à des « portraits et des traditions domestiques conservés dans la maison même de l'auteur de cette histoire, que Sophie habita quelques mois, au commencement de ses malheurs », Lamartine donne cependant une tout autre description de Sophie : « Blonde d'une de ces teintes trop ardentes et presque dorées qui reflètent le soleil comme un métal (...), son front élevé, arrondi, plein de réflexion, ses yeux d'un bleu profond, un peu proéminents sous les paupières, son nez court et relevé, ses lèvres sculptées (...), son cou large et ondoyant de plis gracieux comme les nœuds du jonc sous l'écorce, sa taille molle et flexible, quoique avec une stature ferme et bien assise, ses bras, ses mains, ses pieds modelés par une abondante nature avec la prodigalité de sève qui ajoutait la force à la grâce et que recouvrait une vive blancheur de carnation: telle était Sophie à l'âge où elle apparut à Mirabeau ». Dans les Lettres à Julie, Mirabeau décrit abondamment le caractère de Sophie : « Quant à l'histoire de Sophie, écoutez moi: je vous jure devant Dieu que Sophie serait périe par le poison si je n'eusse volé à sa voix; elle était décidée à ne pas subir la privation de sa liberté, pas même momentanée; c'est la femme la plus douce, la plus aimable, la plus aimante qui fût jamais; mais la plus impétueuse avec l'extérieur le plus tranquille. (...) Sophie a une mesure d'esprit infiniment rare; elle m'a étonné souvent, moi qui n'en manque point; elle a un caractère très fort et très élevé, un courage inflexible. (...) Eh bien, je n'ai pu la surprendre encore à avoir une volonté vis-à-vis de moi, ni l'obtenir d'elle. Vous remarquerez que très douce par nature, elle est cependant très tranchante et très décidée; que très voluptueuse en amour, elle a cependant des sens assez peu inflammables, qu'elle les a absolument ignorés jusqu'à moi, et que l'on n' obtiendrait rien d'elle si l'on attendait ce qu'on appelle le moment d'ivresse: d'où vient donc cet extrême ascendant qui me déplaît parce qu’il ressemblerait au despotisme aux yeux de quiconque ne me connaîtrait pas ? De son incalculable tendresse ».

### Peintures
- Portrait de Sophie de Monnier, reproduit en 1903 dans La Nouvelle Revue Rétrospective, dirigée par Paul Cottin. Cette miniature représente « Sophie à l'âge de vingt ans. Son authenticité ne peut être mise en doute, car elle provient de la famille du Saillant à laquelle les Mirabeau sont alliés »[33].

- Portrait de Sophie de Ruffey, marquise de Monnier - 1775[34]. Cette estampe - titrée ainsi : Sophie - In bel corpo anima bella - est placée en tête de la traduction des Baisers de Jean Second que Mirabeau fit en prison « pour Sophie »[35] et qu'il lui commenta ainsi : « Si l'on y trouve des choses trop ardentes, il faut s'en prendre au Poète qui, tout Hollandais qu'il était, a écrit sous la dictée de l'Amour (...). Tout le changement que j'y ai fait, a été de substituer ton nom à celui de Nééra, sa maîtresse, parcequ'il m'eût été impossible d'adresser à une autre qu'à Sophie des choses si tendres »[36].

- Portrait de Sophie de Monnier, à trente ans environ, par Johann Julius Heinsius - reproduit dans Sophie de Monnier et Mirabeau, d'après leur correspondance secrète inédite (1775-1789)[37].

- Sophie de Ruffey en robe de soie ivoire ceinturée de bleu (1789), miniature sur ivoire peinte par Louis Marie Sicard, dit Sicardi (1743 - 1825)[38].

## Documents
- Lettre autographe, chiffrée en partie, de Sophie de Monnier à Gabriel de Mirabeau (30 mars 1780), contenant un plan du couvent des Saintes-Claires, à Gien, dessiné par Sophie visible dans : Delon, Michel, « Lettres d'amour, lettres de combat : Sophie de Monnier et Mirabeau (1775-1789) », Revue de la BNF, vol. 2, no 35,‎ 2010, p. 18-24 (lire en ligne)

- Sophie au couvent des Saintes-Claires, à Gien, avec des vues du cloître, du promenoir et de l'habitation de Sophie dans : Paul Cottin, « Le Roman d'amour de Sophie de Monnier et Mirabeau », La Revue hebdomadaire, vol. V,‎ avril 1902, p. 419 et suiv.

## Sources
- Honoré-Gabriel de Riquetti comte de Mirabeau, Œuvres de Mirabeau: Lettres à Sophie, t. IV, Lecointe et Pougin, 1834
- Honoré-Gabriel de Riquetti comte de Mirabeau, Lettres a Sophie, t. V, Lecointe, 1835
- Honoré-Gabriel de Riquetti comte de Mirabeau, Lettres a Sophie, t. VI, Lecointe, 1835
- Jean-Paul Desprat (éd.), Les amours qui finissent ne sont pas les nôtres - Lettres à Sophie de Monnier, Paris, Tallandier, 2010.
- Honoré-Gabriel de Riquetti Mirabeau, Dauphin Meunier et Georges Leloir, Lettres à Julie, écrites du donjon de Vincennes, Paris, Plon-Nourrit, 1903
- Honoré-Gabriel Riqueti Mirabeau, Mémoires biographiques littéraires et politiques de Mirabeau: écrits par lui-même, par son père, son oncle et son fils adoptif, 1834
- Mémoires sur Mirabeau, et son époque, 1824
- Mémoires sur Mirabeau et son époque, sa vie littéraire et privée, sa conduite politique à L'Assemblée Nationale, et ses relations avec les principaux personnages de son temps, Bossange, 1824
- Albius Tibullus, Élégies de Tibulle suivies des baisers de Jean Second, publisher unknown, 1798
- Paul Cottin, Sophie de Monnier et Mirabeau, d'après leur correspondance secrète inédite (1775-1789), Paris, Plon-Nourrit, 1903
- Paul Cottin (éd.), La Nouvelle Revue Retrospective, Paris, juillet-décembre 1903 / janvier-juin 1904.
- Benjamin Gastineau, Les amours de Mirabeau et de Sophie de Monnier, suivis des lettres choisies de Mirabeau à Sophie, de lettres inédites de Sophie, et du testament de Mirabeau, Paris, 1865 (lire en ligne).
- Alphonse de Lamartine, 1789: les Constituants, Meline Cans, 1853
- Louis de Loménie, Les Mirabeau, tome III, Paris, E. Dentu, 1889
- Jean Richepin, Sophie Monnier, maîtresse de Mirabeau, Paris, C. Marpon et E. Flammarion, 1896
- Joseph Mérilhou, Essai historique sur la vie et les ouvrages de Mirabeau, Paris, Chez Brissot - Thivars, libraire, 1827
- Charles Augustin Sainte-Beuve, Causeries du lundi : Mirabeau et Sophie, Paris, Garnier frères, libraires, 1853